# John M. Berrien
John Macpherson Berrien (23 de agosto de 1781 - 1 de enero de 1856) de Georgia fue un senador de Georgia y el fiscal general para el presidente Andrew Jackson.

## Primeros años
Berrien nació el 23 de agosto de 1781 en Rocky Hill, Nueva Jersey. Se mudó con sus padres a Savannah, Georgia, en 1782, se graduó de Princeton College en 1796, estudió Derecho en Savannah, fue admitido a la abogacía a la edad de 18, y estableció su bufete en Louisville, Georgia, en 1799. Entonces volvió a Savannah, donde fue elegido solicitor del circuito judicial oriental de Georgia en 1809, y sirvió como juez en dicho distrito desde 1810 hasta 1821. Sirvió como capitán en una compañía voluntaria de Savannah durante la Guerra anglo-estadounidense de 1812.

## Carrera política
Berrien sirvió en el Senado de Georgia desde 1822 hasta 1823. Fue elegido al Senado de los Estados Unidos como un demócrata jacksoniano. En un caso de 1824, Berrien arguyó contra la libertad de esclavos captado en alta mar, notando que la esclavitud "yace en la base de la Constitución" y que los esclavos "sirven como la base de vuestra unión".
El 9 de marzo de 1829, renunció a su puesto en el Senado para aceptar el cargo de fiscal general en el gabinete de Andrew Jackson. Su primera tarea fue procesar al ex auditor del Tesoro Tobias Watkins por malversación de fondos públicos. Berrien aseguró una condena el mismo año. Más tarde Berrien apoyó a los derechos estatales durante la Crisis de Anulación. Renunció del cargo de fiscal general el 22 de junio de 1831.
Después del salir del gabinete, volvió a su bufete hasta ser elegido, como whig, al Senado de los Estados Unidos, sirviendo desde 1841 hasta 1845, cuando renunció para aceptar su nombramiento a la Corte Suprema de Georgia; en 1845 fue elegido otra vez al Senado para llenar la vacante que había causado por su renuncia. Fue reelegido en 1846, y sirvió hasta 1852, cuando renunció de nuevo.
Las opiniones de Berrien sobre los asuntos regionales se volvieron más endurecidas y se alineó con el efímero Partido de derechos del Sur, que se formó para oponerse al Compromiso de 1850 y la Enmienda de Wilmot.

Berrien sirvió como presidente de la convención del Partido americanoen Milledgeville en 1855. 
Berrien murió en Savannah el 1 de enero de 1856. Está enterrado en Laurel Grove Cemetery. El Condado de Berrien, Georgia y el Condado de Berrien, Míchigan son nombrados en su honor.